# Premios Tu Mundo 2017
Premios Tu Mundo 2017 est la sixième cérémonie annuelle de remise de prix produite par Telemundo et diffusée en direct le 24 août 2016. Elle a été animée par Carmen Villalobos, Daniel Sarcos et Fernanda Castillo.

## Gagnants et nommés

### Séries
| Favorite Series | Favorite Súper Series |
| --- | --- |
| - La Doña - Guerra de ídolos - La fan - Silvana sin lana - Sin senos sí hay paraíso | - El señor de los cielos - El Chema - La querida del Centauro - Señora Acero |
| Favorite Lead Actor | Favorite Lead Actress |
| - Rafael Amaya for El señor de los cielos - Alberto Guerra for Guerra de ídolos - Carlos Ponce for Silvana sin lana - David Chocarro for La Doña - Fabián Ríos for Sin senos sí hay paraíso - Juan Pablo Espinosa for La fan - Luis Ernesto Franco for Señora Acero - Mauricio Ochmann for El Chema - Michel Brown for La querida del Centauro                  | - Aracely Arámbula for La Doña - Angélica Vale for La fan - Carolina Gaitán for Sin senos sí hay paraíso - Carolina Miranda for Señora Acero - Catherine Siachoque for Sin senos sí hay paraíso - Fernanda Castillo for El señor de los cielos - Ludwika Paleta for La querida del Centauro - María León for Guerra de ídolos - Maritza Rodríguez for Silvana sin lana |
| The Best Bad Boy | The Best Bad Girl |
| - José María Galeano for La Doña - Gabriel Porras for La fan - Humberto Zurita for La querida del Centauro - Jorge Luis Moreno for El señor de los cielos - José María Torre for Señora Acero - Sergio Basáñez for El Chema | - Majida Issa for Sin senos sí hay paraíso - Gaby Espino for Señora Acero - Mariana Seoane for El Chema - Marimar Vega for Silvana sin lana - Marisela González for El señor de los cielos - Scarlet Ortiz for La fan |
| Favorite Actor | Favorite Actress |
| - Juan Pablo Urrego for Sin senos sí hay paraíso - Jonathan Islas for La fan - Michel Duval for Señora Acero - Odiseo Bichir for La Doña - Plutarco Haza for El señor de los cielos - Ricardo Abarca for Silvana sin lana | - Carmen Aub for El señor de los cielos - Adriana Barraza for Silvana sin lana - Catherine Siachoque for Sin senos sí hay paraíso - Danna Paola for La Doña - Itatí Cantoral for El Chema - Ximena Duque for La fan |
| The Perfect Couple | The Best Actor with Bad Luck |
| - David Chocarro and Aracely Arámbula for La Doña - Carlos Ponce and Maritza Rodríguez for Silvana sin lana - Juan Pablo Urrego and Carolina Gaitán for Sin senos sí hay paraíso - Luis Ernesto Franco and Carolina Miranda for Señora Acero - Mauricio Ochmann and Mariana Seoane for El Chema - Rafael Amaya and Fernanda Castillo for El señor de los cielos | - Carolina Gaitán for Sin senos sí hay paraíso - Angélica Vale for La fan - Carlos Ponce for Silvana sin lana - David Chocarro for La Doña |
| Soy Sexy and I Know It | |
| - Carmen Villalobos for Sin senos sí hay paraíso - Alberto Guerra for Guerra de ídolos - Ana Lucía Domínguez for Señora Acero - Juan Pablo Llano for Sin senos sí hay paraíso - Majida Issa for Sin senos sí hay paraíso - Michel Duval for Señora Acero | |

### Music
| Favorite Regional Mexican Artist by iHeartRadio | Favorite Tropical Artist by iHeartRadio                                                                    |
| --- | --- |
| - Gerardo Ortiz - Banda Sinaloense MS de Sergio Lizárraga - Calibre 50 - Julión Álvarez y Su Norteño Banda - La Arrolladora Banda El Limón de René Camacho - La Séptima Banda                                        | - Prince Royce - Carlos Vives - Gente de Zona - Héctor Acosta “El Torito” - Romeo Santos - Víctor Manuelle |
| Favorite Pop Artist by iHeartRadio | Favorite Urban Artist by iHeartRadio                                                                       |
| - CNCO - Enrique Iglesias - Juanes - Luis Fonsi - Reik - Shakira | - Maluma - J. Balvin - Nicky Jam - Wisin - Yandel - Zion y Lennox                                          |
| Party-Starter Song by iHeartRadio | |
| - Hey DJ by CNCO ft. Yandel - Báilame by Nacho - Despacito by Luis Fonsi ft. Daddy Yankee - Las Ultras by Calibre 50 - Me Enamoré by Shakira - Súbeme La Radio by Enrique Iglesias ft. Descemer Bueno, Zion y Lennox | |

### Variety
| Favorite Influencer | Favorite Presenter |
| --- | --- |
| - Johann Vera - Amanda Cerny - Baby Ariel - Christian Acosta                                                                             | - Jorge Bernal for Suelta La Sopa - Ana María Polo for Caso Cerrado - Daniel Sarcos for Un Nuevo Día - Don Francisco for Don Francisco Te Invita - María Celeste Arrarás for Al Rojo Vivo - Rashel Díaz for Un Nuevo Día |
| Fan Club of the Year | Favorite Program |
| - CNCOwners (CNCO) - Arianators (Ariana Grande) - Beasters (Becky G) - Carmen Villalobos Fans (Carmen Villalobos) - Malumaticas (Maluma) | - Un Nuevo Día - Al Rojo Vivo - Caso Cerrado - Don Francisco Te Invita - Suelta la Sopa - Titulares y Más |